# Justin Friedrich Wilhelm Iken (1726–1805)
Justin Friedrich Wilhelm Iken (* 14. April  1726 in Burgsteinfurt; † 3. November  1805 in Bremen) war ein Jurist sowie Bremer Ratsherr und Bremer Bürgermeister.

## Biografie
Iken war der Sohn von Arnolf Iken, einem Kanzleidirektor aus Burgsteinfurt. Er war in erster Ehe verheiratet mit der Apothekerstochter Adelheid Henschen, beide hatten fünf Kinder, und in zweiter Ehe mit der Bürgermeistertochter Helia Klugkist, beide hatten eine Tochter. Senator Jacob Ludwig Iken (1758–1811) war ein Sohn aus erster Ehe, Tochter Rebecca war mit Senator Engelbert Wichelhausen (1748–1819) verheiratet.
Iken absolvierte ab 1743 das Gymnasium Illustre in Bremen. Nach dem Abitur studierte er ab 1748 Rechtswissenschaften an der Universität Marburg und ab 1749 an der Universität Göttingen. Er promovierte 1751 zum Dr. jur.  
1762 wurde er Ratsherr in Bremen im Bremer Rat. Vom 28. November 1787 bis zum 
26. Mai 1802 war er als Nachfolger von Johann Pundsack Bremer Bürgermeister; ihm folgte Daniel Klugkist im Amt.